# Podkościołek
Podkościołek (biał. Падкасцёлак, Padkasciołak; ros. Подкостёлок, Podkostiołok) – wieś na Białorusi, w obwodzie grodzieńskim, w rejonie ostrowieckim, w sielsowiecie Michaliszki.

## Warunki naturalne
Wieś położona jest nad jeziorem Hołodzianka (Podkościołek), na terenie Rezerwatu Krajobrazowego Jeziora Soroczańskie. Otoczona jest lasami.

## Historia
W dwudziestoleciu międzywojennym zaścianek leżący w Polsce, w województwie wileńskim, w powiecie święciańskim, w gminie Aleksandrowo/Żukojnie.
Po II wojnie światowej w granicach Związku Sowieckiego. Od 1991 w niepodległej Białorusi.